# 1639
Évszázadok: 16. század – 17. század – 18. század
Évtizedek: 1580-as évek – 1590-es évek – 1600-as évek – 1610-es évek – 1620-as évek – 1630-as évek – 1640-es évek – 1650-es évek – 1660-as évek – 1670-es évek – 1680-as évek
Évek: 1634 – 1635 – 1636 – 1637 –  1638 – 1639 – 1640 – 1641 – 1642 – 1643 – 1644

## Események
- október 21. – A németalföldi szabadságharc során a downsi csatában  az egyesült spanyol-portugál flotta súlyos vereséget szenved a holland köztársasági flottától.[1]
- az év folyamán – Iván Moszkvityin orosz felfedező eléri a Csendes-óceánt.[2]

## Születések
- március 20. – Ivan Mazepa kozák hetman († 1709)
- december 22. – Jean Racine francia író, drámaíró († 1699)

## Halálozások
- január 20. – I. Musztafa, az Oszmán Birodalom szultánja (* 1592)